# Antagonisty insuliny

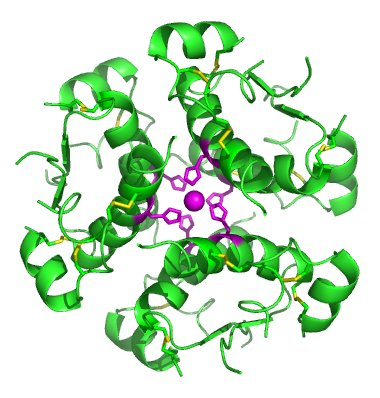
Budowa chemiczna insuliny

Antagonisty insuliny – grupa organicznych związków chemicznych, hormonów zwierzęcych o działaniu przeciwstawnym (antagonistycznym) do insuliny. Mają one zasadniczy wpływ na metabolizm węglowodanów, lipidów oraz białek. Mechanizm tego antagonistycznego oddziaływania jest różny i zależny od głównego kierunku działania poszczególnych hormonów.
Przykładowe hormony będące antagonistami insuliny to: 
- glukagon
- adrenalina
- somatotropina
- glikokortykosteroidy

oraz w mniejszym stopniu:
- aldosteron
- hormony tarczycy.

W przypadkach wzmożonego wytwarzania i wydzielania tych hormonów, co ma miejsce w guzach (zarówno łagodnych, jak i złośliwych) utworzonych przez komórki narządów je wytwarzających – przykładem mogą być wyspiaki trzustki – występuje najczęściej nieprawidłowa tolerancja glukozy. Jeżeli guzy zostaną usunięte dostatecznie wcześnie, zanim dojdzie do wyczerpania oraz zaniku wydzielających insulinę komórek β wysp trzustkowych, objawy choroby mogą się całkowicie cofnąć.